# 127030 Herrington
127030 Herrington è un asteroide della fascia principale. Scoperto nel 2002, presenta un'orbita caratterizzata da un semiasse maggiore pari a 2,6769801 au e da un'eccentricità di 0,0421003, inclinata di 1,01375° rispetto all'eclittica.